# Horní Ves
Horní Ves (en allemand : Oberdorf) est une commune du district de Pelhřimov, dans la région de Vysočina, en République tchèque. Sa population s'élevait à 326 habitants en 2024.

## Géographie
Horní Ves se trouve à 3,5 km au sud-sud-ouest de Horní Cerekev, à 15 km au sud-est de Pelhřimov, à 23,5 km au sud-ouest de Jihlava à 109 km au sud-est de Prague.
La commune est limitée par Horní Cerekev au nord, par Batelov à l'est, par Horní Dubenky et Jihlávka au sud et par Počátky à l'ouest.

## Histoire
La première mention écrite de la localité date de 1364.

## Transports
Par la route, Horní Ves se trouve à 3,7 km de Horní Cerekev, à 20 km de Pelhřimov, à 28 km de Jihlava à 136 km de Prague.